# FH Münster
Die FH Münster – University of Applied Sciences (kurz FH Münster) ist eine öffentliche Fachhochschule mit Sitz in Münster und einem zugehörigen Campus in Steinfurt. Die Hochschule wurde 1971 gegründet und zählt mit rund 14.800 Studierenden und 1.400 Mitarbeitenden in 12 Fachbereichen zu einer der größten Hochschulen für angewandte Wissenschaften Deutschlands.

## Geschichte
Die FH Münster wurde am 1. August 1971 als eine von 15 Fachhochschulen in Nordrhein-Westfalen gegründet, indem in Münster und Burgsteinfurt zunächst zwei Ingenieurschulen, eine Werkkunstschule und fünf höhere Fachschulen für Hauswirtschaft zu einer neuen Hochschule zusammengefasst, und kurz darauf um die neu gegründeten Fachbereiche Wirtschaft und Sozialwesen ergänzt wurden.  Zu dieser Zeit lag die Zahl der Studierenden bei etwa 2.300. Sie war damit eine der kleineren Fachhochschulen in der Bundesrepublik Deutschland. 1990 folgte die Gründung des heutigen Fachbereichs Physikingenieurwesen, 1994 die des heutigen Fachbereichs Gesundheit.
Die Fachhochschule war innerhalb der Stadtgebiete Münster und Burgsteinfurt über mehrere Häuser verteilt und benutzte auch das Gebäude der vormaligen Ingenieurschule für Bauwesen in der Lotharinger Straße sowie der Werkkunstschule am Sentmaringer Weg. Einige Jahre später entstanden zunächst das Fachhochschulzentrum (FHZ) an der Corrensstraße (1974), ab 1972 wurde der ab 1969 erbaute Campus in Steinfurt bezogen. Im Jahr 2000 zogen die Fachbereiche Architektur und Gesundheit auf den neu geschaffenen Leonardo-Campus um, wo 2006 zudem der Neubau des Fachbereichs Design abgeschlossen wurde.

## Fachbereiche

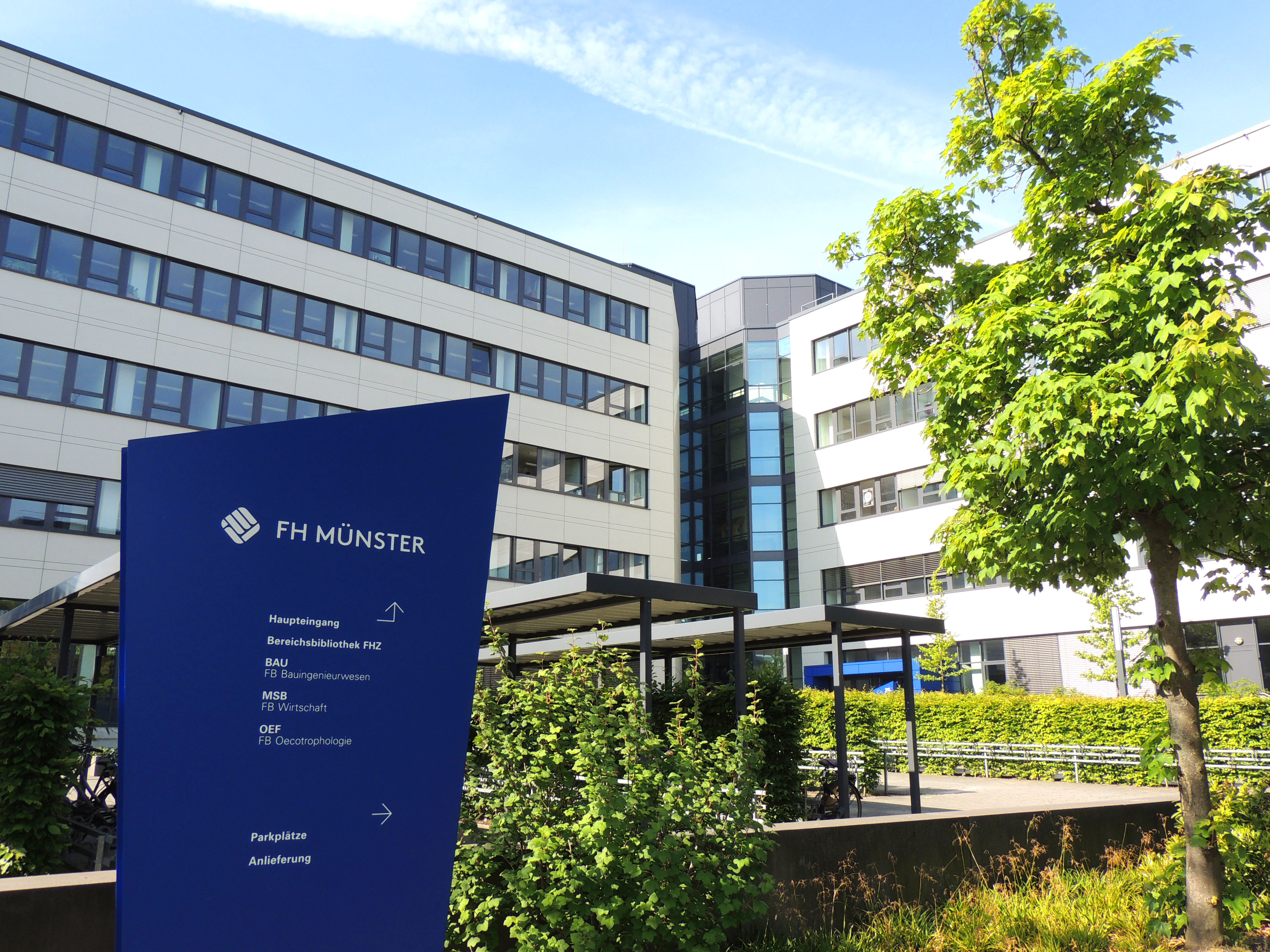
Das Fachhochschulzentrum in Münster an der Corrensstraße

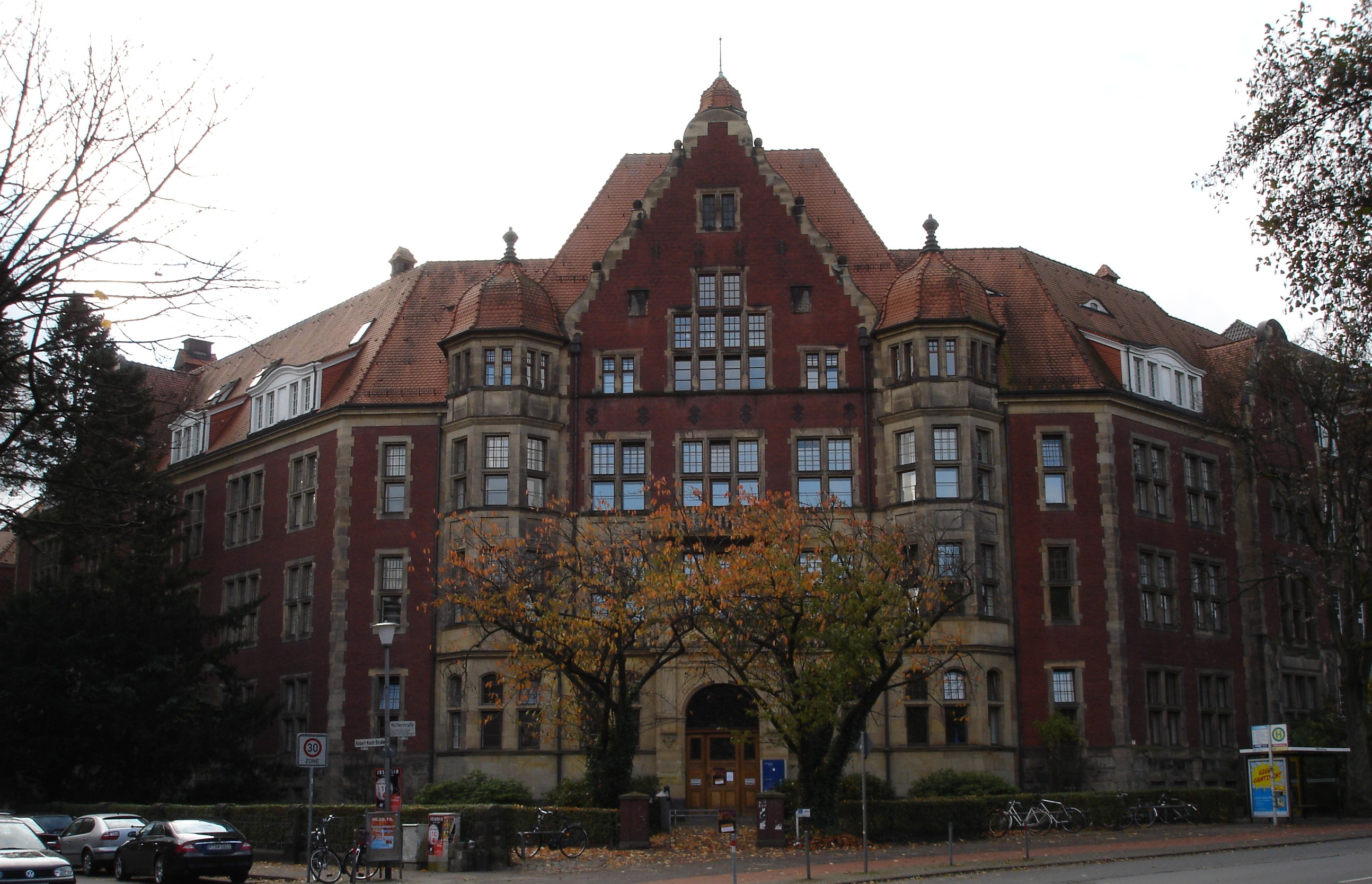
Fachhochschulverwaltung an der Hüfferstraße in Münster

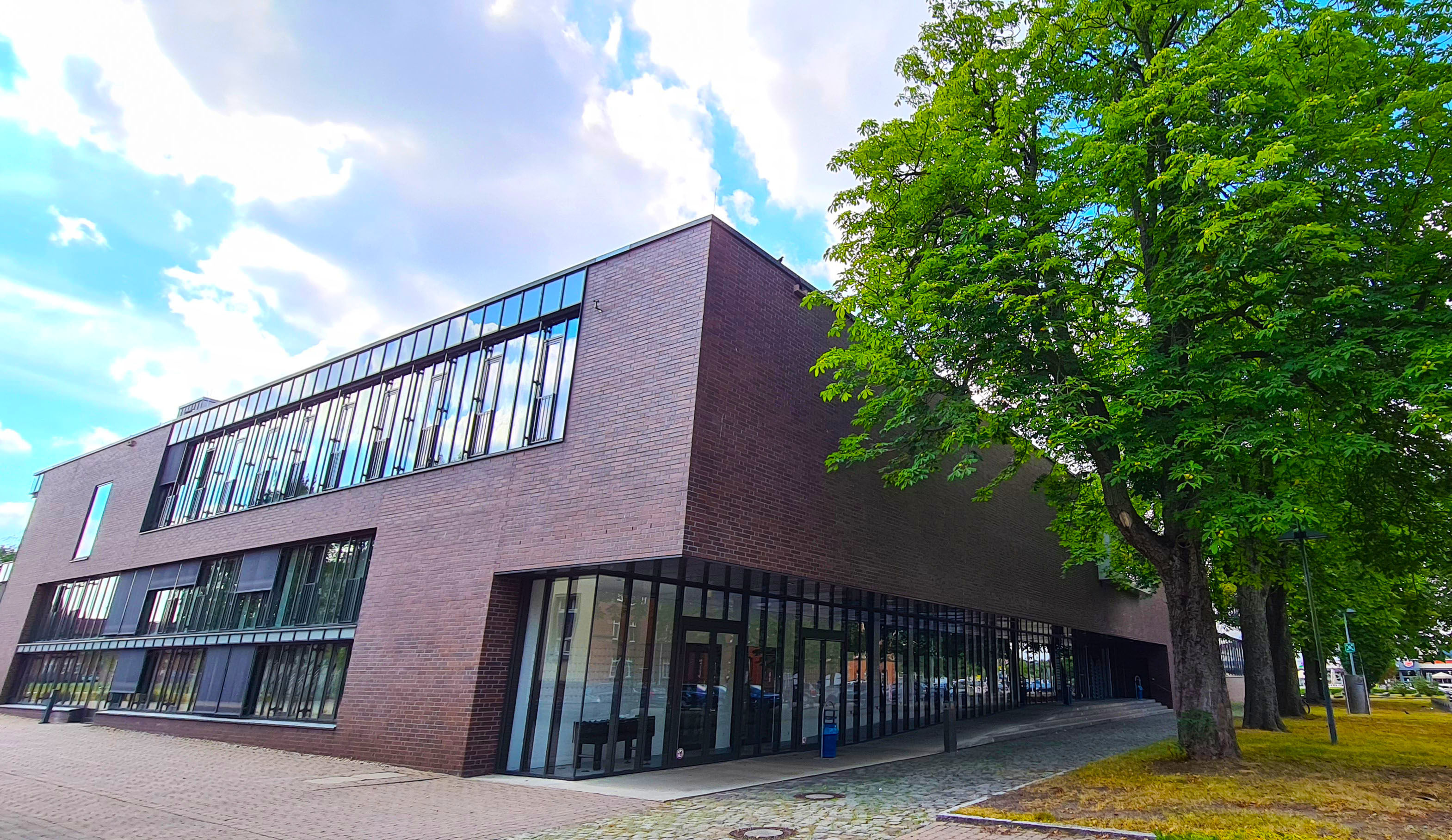
Leonardo Campus (Fachbereich Design der FH Münster) in Münster

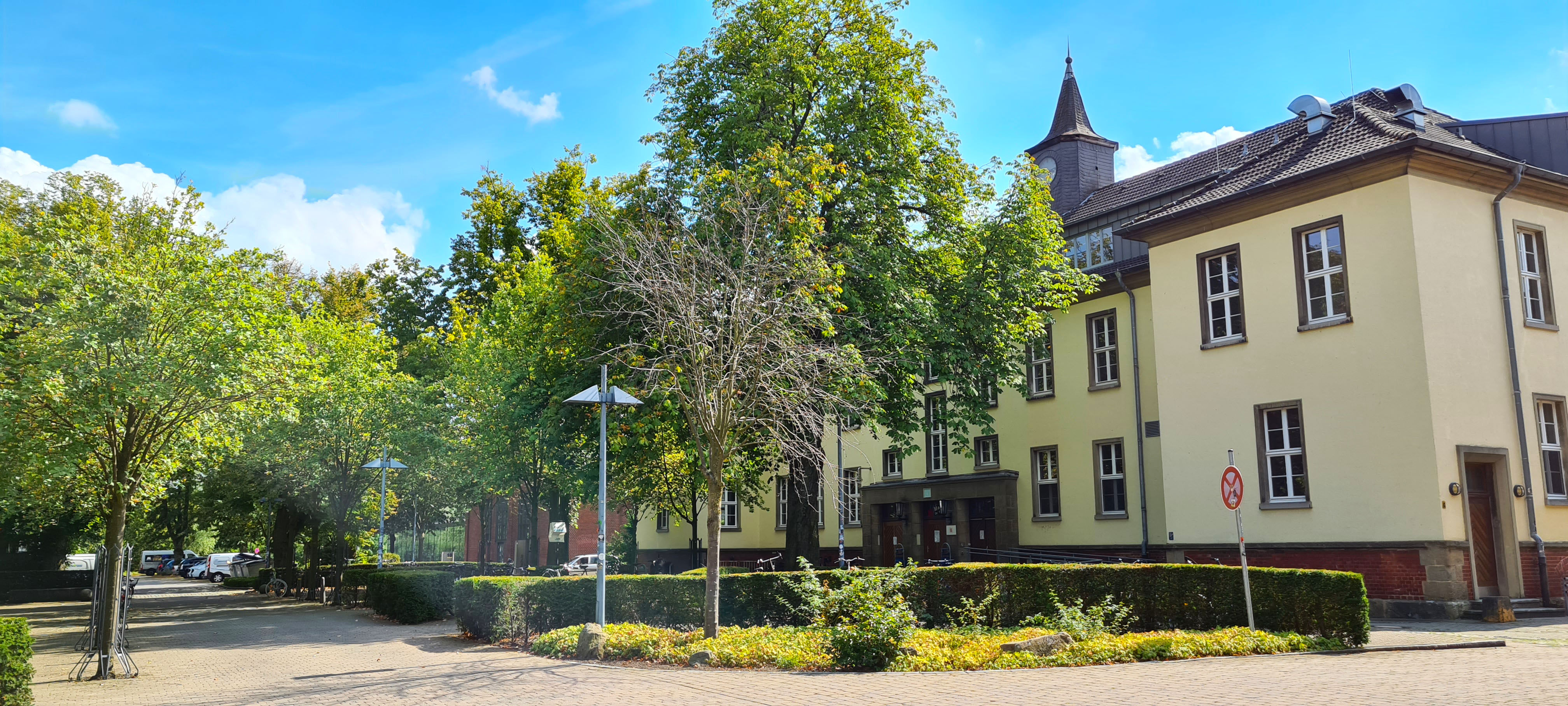
Leonardo Campus in Münster

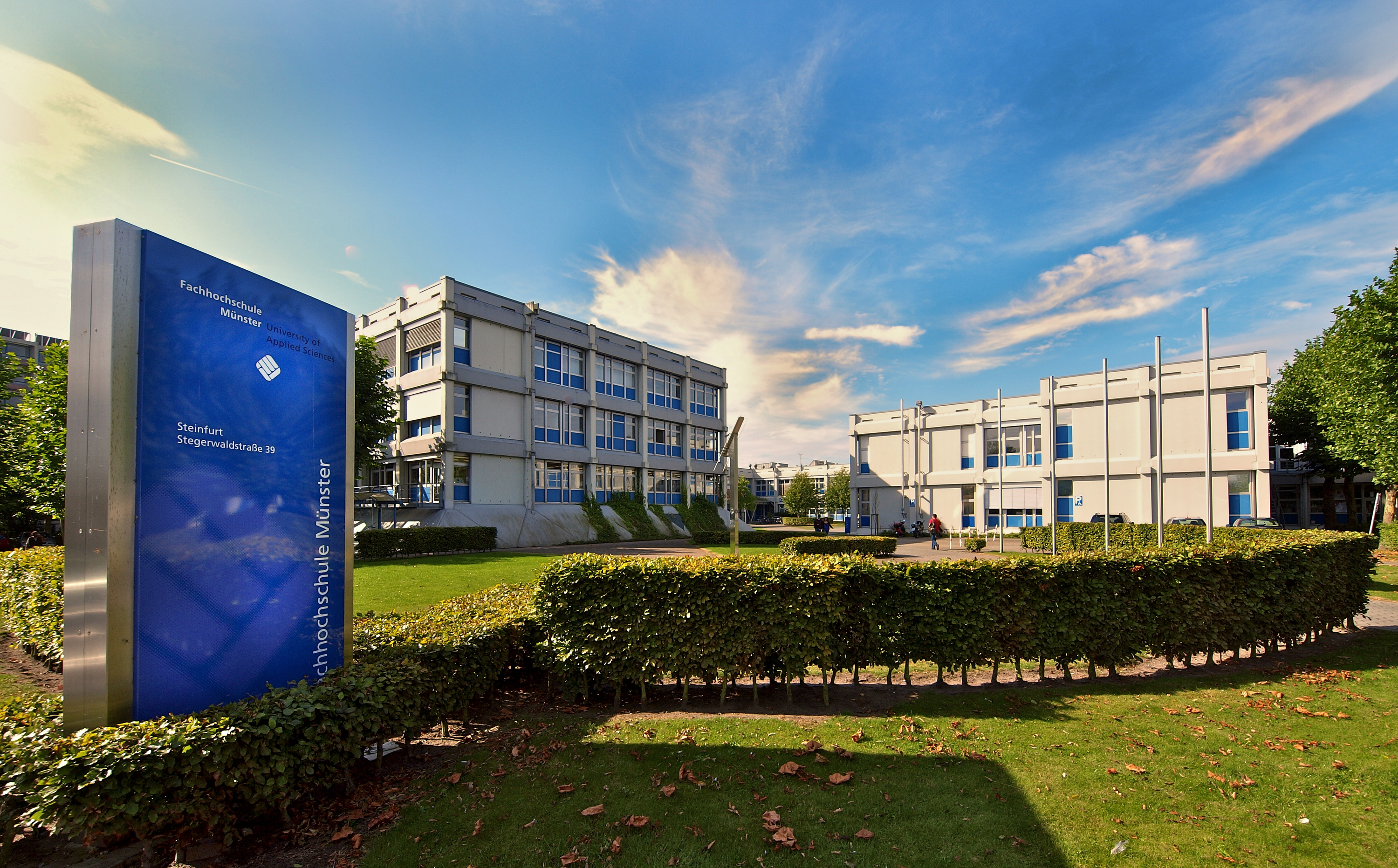
FH-Campus in Steinfurt

Die FH Münster gliedert sich in zwölf Fachbereiche sowie eine interdisziplinäre Einrichtung:
- Architektur (MSA)
- Bauingenieurwesen (BAU)
- Chemieingenieurwesen (CIW)
- Design (MSD)
- Elektrotechnik und Informatik (ETI)
- Energie · Gebäude · Umwelt (EGU)
- Gesundheit (MDH)
- Maschinenbau (MB)
- Oecotrophologie · Facility Management (OEF)
- Physikingenieurwesen (PHY)
- Sozialwesen (SW)
- Wirtschaft (MSB)

- Münster Centrum für Interdisziplinarität (MCI) bestehend aus dem Institut für Technische Betriebswirtschaft (ITB) und dem Institut für Berufliche Lehrerbildung (IBL).

## Institute
Ausgewählte Forschungsfelder hat die FH Münster dauerhaft als Institute installiert:

### Institut für Technische Betriebswirtschaft (ITB)
Das ITB bietet Studiengänge (Bachelor und Master) mit ingenieurwissenschaftlichen und betriebswirtschaftlichen Inhalten an.

### Institut für Energie und Prozesstechnik (IEP)
Selbsterklärtes Ziel des IEP sind die Förderung des Fachaustauschs und der Ausbau der Forschungsarbeiten zu energierelevanten Themen. Forscher der Fachbereiche Maschinenbau, Bauingenieurwesen, Elektrotechnik & Informatik sowie Energie · Gebäude · Umwelt bündeln ihre Kompetenzen und bringen ihr Fachwissen ein.

### Institut für Gesellschaft und Digitales (GUD)
Am GUD arbeiten Designer, Informatiker und Sozialwissenschaftler der FH Münster kompetenzübergreifend zusammen. Anspruch des interdisziplinären Forscherteams ist es, Informationstechnik und mediale Gestaltung in den Dienst der Reflexion und Lösung aktueller gesellschaftlicher Fragestellungen und Probleme zu stellen.

### Institut für Infrastruktur · Wasser · Ressourcen · Umwelt (IWARU)
Am IWARU wird anwendungsorientierte Forschung und Entwicklung in den Bereichen Wasser, Umwelt, Ressourcen und Energie durchgeführt. Das Tätigkeitsspektrum erstreckt sich von umwelttechnischen Anlagen und Maßnahmen über numerische Prozessmodellierung bis zu großräumigen Kreislaufanalysen. Eine nachhaltige Wasser-, Ressourcen- und Energieversorgung sowie eine hohe Umwelt- und Lebensqualität stehen im Mittelpunkt der Betrachtungen.

### Institut für Konstruktions- und Funktionsmaterialien (IKFM)
Das IKFM bündelt Know-how von Wissenschaftlern aus vier verschiedenen Fachbereichen der FH Münster, die im Bereich der Konstruktions- und Funktionsmaterialien forschen. Das IKFM dient dabei als Schnittstelle zwischen den Anfragenden und Ausführenden und hilft auch komplexe Aufgabengebiete zu koordinieren.

### Institut für Nachhaltige Ernährung (iSuN)
Das Institute for Sustainable Food Production and Nutrition (iSuN) – Institut für Nachhaltige Ernährung – befasst sich in transdisziplinären Projekten mit der Nachhaltigkeitstransformation des Ernährungssystems. Forschungsschwerpunkte sind „Nachhaltiges Wirtschaften“ und „Gemeinwohlökonomie“, „Verringerung von Lebensmittelabfällen“, „Regionale Lebensmittel“, „Sensorik, Genuss und Geschmack“ sowie „Produktentwicklung und Wertschätzung“. Die Forschung im iSuN widmet sich der Entwicklung von Konzepten, Produkten und Dienstleistungen für eine zukunftsfähige Ernährung, die gemeinsam mit Partnern aus der Praxis realisiert werden.

### Institut für Optische Technologien (IOT)
Das IOT forscht an neuen Methoden zur Erzeugung, Anwendung und Manipulation von Licht. Unter anderem werden Untersuchungen auf dem Gebiet der Lichterzeugung durchgeführt, etwa zu neuen lichtemittierenden Materialien für LEDs (Leuchtdioden) und Lasern. Ebenso dreht sich die Forschung um die Photovoltaik oder den Lichteinsatz für biomedizinische Zwecke. Ebenfalls befasst man sich mit der Manipulation von Licht mit selbst entwickelten, computergesteuert deformierbaren Spiegeln, die in Lasern und astronomischen Teleskopen zum Einsatz kommen.

### Institut für Prozessmanagement und Digitale Transformation (IPD)
Das IPD ist ein praxisnahes Forschungsinstitut, das gewonnene Erkenntnisse über Transfer und Weiterbildung für einen großen Interessentenkreis zugänglich und anwendbar machen will. Es beteiligt sich an der Weiterentwicklung der Disziplinen Logistik, Prozessmanagement und Digitale Transformation. Der Anwendungsbezug und der Transfer in die Praxis stehen dabei im Vordergrund. Projekte werden deshalb vorzugsweise mit Praxispartnern durchgeführt.

### Institut für Interdisziplinarität in Gesundheit – Technik – Arbeitsfähigkeit (IGTA)
Das IGTA versteht sich als interdisziplinäres und praxisnahes Forschungsinstitut, das gewonnene Erkenntnisse über Transfer und Weiterbildung für einen größeren Interessentenkreis zugänglich und anwendbar macht. Thematisch fokussiert es sich auf die Forschung zu Schnittstellen zwischen den Bereichen Gesundheit und Technik mit den Zielen Förderung von Arbeitsfähigkeit sowie Teilhabe und Wohlbefinden.

### Institutsverbund Ressourcen, Energie und Infrastruktur
Im Institutsverbund Ressourcen, Energie und Infrastruktur sind die Institute für Energie und Prozesstechnik (IEP) und für Infrastruktur · Wasser · Ressourcen · Umwelt (IWARU) sowie dessen Bereich für unterirdisches Bauen (IuB) gebündelt.

## Weitere Einrichtungen

### TAFH Münster GmbH
Die TAFH Münster GmbH ist die zentrale Innovationsförderungs- und Projektentwicklungsgesellschaft der FH Münster. Sie soll Experten aus Wissenschaft und Praxis miteinander verbinden, damit sie gemeinsam innovative Projekte auf den Weg bringen können. Mögliche Kooperationen ergeben sich beispielsweise in der Forschung und Entwicklung, der Weiterbildung oder der Existenzgründung.

### Wandelwerk
Das Wandelwerk ist die zentrale Stelle für das Qualitätsmanagement der Hochschule.

### PLUSPUNKT
Im so genannten PLUSPUNKT-Programm können Studierende der FH Münster an kostenlosen Veranstaltungen teilnehmen, die Zusatzqualifikationen neben dem eigentlichen Studium bieten. Diese sind aufgeteilt in vier Themenfelder:
- Selbst-, Sozial- & Methodenkenntnisse
- unternehmerische Kompetenzen
- interkulturelles Wissen
- digitale Fähigkeiten

### Kompetenzzentrum Humanitäre Hilfe
Das 2001 gegründete Kompetenzzentrum Humanitäre Hilfe leistet als interdisziplinäre Einrichtung der Hochschule Soforthilfe und Daseinsvorsorge im In- und Ausland, insbesondere nach Natur- und Gewaltkatastrophen. Behörden, Unternehmen, Initiativen und Institutionen aus Wissenschaft und Wirtschaft arbeiten in einem Netzwerk zusammen. Das Kompetenzzentrum Humanitäre Hilfe bietet Studierenden gemeinsam mit dem Deutschen Roten Kreuz regelmäßig die Möglichkeit, Soforthilfe in zertifizierten Einsatzübungen zu trainieren.

### Schulnetzwerk
Das Schulnetzwerk organisiert regelmäßig Veranstaltungen für Schüler. Informationstage wie der jährliche Hochschultag gehören ebenso dazu wie die Möglichkeit der Teilnahme an Vorlesungen. Das Schulnetzwerk kooperiert mit verschiedenen Gymnasien und weiterführenden Schulen im Münsterland.

### Sprachenzentrum
Das Sprachenzentrum der FH Münster bietet Studierenden und Mitarbeitern die Möglichkeit, ihre Sprachkompetenzen dezentral und computergestützt in Selbstlernphasen oder durch Präsenzunterricht zu erweitern. Der Spracherwerb ist am europäischen Referenzrahmen ausgerichtet, welcher sechs Kompetenzstufen beinhaltet – vom Anfängerniveau bis zu dem von Dolmetschern und Übersetzern. Darüber hinaus ist das Sprachenzentrum ein zertifiziertes TOEIC-Testzentrum, in dem dieser international anerkannte Leistungsnachweis abgelegt werden kann.

## Auszeichnungen/Ranking
Regelmäßig platziert sich die FH Münster auf vorderen Plätzen in Hochschulrankings und erhält Auszeichnungen und Förderungen für Forschung und Lehre.
So konnte die Hochschule in den letzten Jahren mit verschiedenen Studiengängen gute Platzierungen beim CHE-Ranking erreichen: Wirtschaftsinformatik (2020), Betriebswirtschaft und Soziale Arbeit (2017/18), Architektur und Chemieingenieurwesen (2016). 2023 hat die FH Münster den StudyCheck Award gewonnen und wurde zur beliebtesten Hochschule in NRW gewählt. 2024 war die Hochschule zudem die beliebteste Hochschule mit über 15.000 Studierenden.
Drei internationale Studiengänge des Fachbereichs Wirtschaft (MSB) wurden 2020 mit dem EPAS-Gütesiegel für ihre internationale Ausrichtung und fachliche Qualität ausgezeichnet.
2019 hat das Land Nordrhein-Westfalen insgesamt 3,5 Millionen Euro für ein Optikzentrum auf dem Steinfurter Campus bewilligt.